# Серебристый хек
Серебристый хек, или североамериканская мерлуза, или серебристая мерлуза (лат. Merluccius bilinearis), — вид лучепёрых рыб из семейства мерлузовых (Merlucciidae). Морские придонные рыбы. Распространены в западной части Атлантического океана. Максимальная длина тела 76 см. Ценная промысловая рыба.

## Описание
Тело прогонистое, умеренно сжатое с боков, покрыто мелкой циклоидной чешуёй. Голова короткая, уплощённая в дорсовентральном направлении, её длина укладывается 3,6—4,1 раза в стандартную длину тела. Верхний профиль головы прямой. Глаз большой, его диаметр составляет 16,4—23,8% длины головы. Чешуя на назальной мембране, щеках и предкрышке отсутствует. Рот конечный, немного косой. Нижняя челюсть немного выступает вперёд. Подбородочный усик отсутствует. Зубы на обеих челюстях острые, клыковидные, загнуты назад; расположены на верхней челюсти в один ряд, на нижней — в два и более рядов; есть зубы на сошнике, на нёбных костях отсутствуют. Рыло вытянутое, его длина равна 31,2—35,1 % длины головы. Межглазничное расстояние обширное, слегка приподнятое, его ширина составляет 24,0—29,8 % длины головы. Жаберные тычинки тонкие и длинные; на первой жаберной дуге 15—22 тычинок, из них на верхней части 2—6, а на нижней 11—17. Два спинных плавника. Первый спинной плавник с коротким основанием, треугольной формы, с одним колючим и 10—12 мягкими лучами. Во втором спином плавнике 37—42 мягких лучей; в задней трети плавника находится небольшая выемка. Анальный плавник с 37—42 мягкими лучами, расположен напротив второго спинного плавника и имеет сходную выемку. Грудные плавники длинные и тонкие, их окончания доходят до начала анального плавника. Брюшные плавники расположены перед грудными. Хвостовой плавник усечённый у молоди, слегка вогнутый у взрослых особей. Боковая линия с 101—130 чешуйками, отстоит далеко от верхнего профиля тела, почти прямая. Позвонков 53—57.
Голова и тела серебристые, спина коричневатая, брюхо беловатое. Спинные и анальный плавники полупрозрачные. Пазухи и кончики грудных плавников тёмные. Ротовая полость чёрная.
Максимальная длина тела 76 см, обычно до 37 см; масса тела — до 2,3 кг.

## Биология
Морские бентопелагические рыбы. Обитают на континентальном шельфе на глубине от 0 до 914 м, но наиболее многочисленны на глубинах от 50 до 300 м. Совершают суточные вертикальные миграции, поднимаясь ночью в верхние слои воды для питания. Неполовозрелые особи в возрасте до 6 лет питаются ракообразными, затем переходят на питание исключительно рыбами (сельдевые, Scomber scombrus, Urophycis chuss, Gadus morhua и др.), отмечены случаи каннибализма. Самцы и самки серебристого хека у берегов Массачусетса впервые созревают в возрасте 2—3 года при длине тела от 29 до 33 см; и возрасте 1—2 года у берегов Новая Шотландии. Нерестятся в июне – июле в южной части ареала; в июле – августе в заливе Мэн, а на севернее Новой Шотландии в августе – сентябре.

## Ареал
Распространены в северо-западной и западно-центральной частях Атлантического океана от Канады вдоль побережья США до Флориды.

## Взаимодействие с человеком
Ценная промысловая рыба. В 1970-е годы ловили более 400 тыс. тонн. Мировые уловы в 2000—2011 гг. варьировали от 16,6 до 33 тыс. тонн. Основной страной, ведущий промысел серебристой мерлузы, является США. 
Ловят донными и разноглубинными тралами. Хорошая столовая рыба. Реализуется в мороженом виде. Идёт на производство консервов и копчёной продукции. Из печени изготавливают консервы и медицинский жир.